# Marta Makowska
Marta Makowska, née Wyrzykowska le 13 juillet 1977 à Varsovie, est une escrimeuse handisport polonaise. Ses quatre titres paralympiques aux Jeux paralympiques de 2000 à Sydney ont contribué à la première place de l'équipe de Pologne au tableau des médailles, mettant fin à 30 ans d'hégémonie française dans la compétition.

## Palmarès
- Jeux paralympiques
  -  Médaille d'or à l'épée aux Jeux paralympiques de 2000 à Sydney
  -  Médaille d'or à l'épée par équipes aux Jeux paralympiques de 2000 à Sydney
  -  Médaille d'or au fleuret aux Jeux paralympiques de 2000 à Sydney
  -  Médaille d'or au fleuret par équipes aux Jeux paralympiques de 2000 à Sydney
  -  Médaille de bronze à l'épée aux Jeux paralympiques de 2004 à Athènes
  -  Médaille de bronze au fleuret par équipes aux Jeux paralympiques de 2004 à Athènes
  -  Médaille de bronze au fleuret aux Jeux paralympiques de 2012 à Londres